# 綿外交
綿外交（Cotton diplomacy）とは、南北戦争中にアメリカ連合国がとった外交政策で、綿花の禁輸をたてにした英国やフランスの支援要請策を指す。アメリカ合衆国南部産の綿花が英仏の繊維産業に不可欠だと考えたアメリカ連合国が採用したが、当時アメリカ合衆国南部で重要な産業であった綿花輸出が制限されることで、アメリカ連合国の経済に大きな打撃を与えた。

## 経緯
南北戦争まで、綿花はアメリカ合衆国南部で主要な輸出商品であった。アメリカ合衆国南部の経済は綿花輸出に大きく依存しており、また同地域産の綿花は世界の綿花供給において支配的地位を確立していた。たとえば1850年代までには、英国の綿花需要8億ポンドのうち77%、フランスの同需要1.9億ポンドのうち90%、ドイツ関税同盟の同需要1.2億ポンドのうち60%、ロシア帝国の同需要1億ポンドのうち92%を、アメリカ合衆国南部の綿花が占めるほどであった。

## 歴史
1858年、当時のノースカロライナ州のJames Hammond知事は以下の様に述べた。
「かつての英国であれば、その身一つで文明世界を思いのままにできたであろう。しかし、綿花に対して戦争を行うことなどよもやできないだろう。英国だけでなく、あらゆる国家がそうだ。綿花は王なのだ。」
このような「王たる綿花」という考えにより、綿花産業に対するアメリカ連合国の自信は増すこととなった。
1861年4月6日、当時のアメリカ合衆国大統領エイブラハム・リンカーンは南部の港湾封鎖を命じ、アメリカ連合国経済の弱体化を図った。当時のアメリカ連合国大統領のジェファーソン・デイビス政権は、港湾封鎖に伴う綿花輸出によって連合国経済が打撃を受ければ、連合国は合衆国に経済的に叶わなくなると悟り、1861年後半には連合国議会は綿外交、すなわち綿花の禁輸を交渉材料に港湾封鎖の解を要求することが最良の選択だと考えた。綿外交に基づき1861年には英国や欧州への綿花輸出は停止され、「綿花禁輸を通じて欧州諸国の介入を引き出すか、カルテルを組んで利益を独占できる程度にまで綿花輸出量を減らす」ことを考えた連合国は、綿外交により、欧州諸国の協力を得るか、綿花の独占的販売により戦争資金を得ることを思いついたのである。
1860年当時、欧州諸国は約380万梱の合衆国産綿花を消費しており、インド産綿花の消費量47万梱に比して非常に大きな割合を占めていたが、綿外交によって1862年には0に梱まで減少した。
英国ランカシャー地方では綿飢饉と呼ばれる事態にまで発展するなど、綿外交の影響は大きかったものの、英仏両国は南北戦争に対して中立的立場をとった。英国は英領カナダにて小麦・トウモロコシの輸入を合衆国側へも依存していたし、フランスにとっては米英の弱体化による自国の権力増大はむしろ国益であった。結果として英国や欧州諸国は1862年以降には他の綿花供給地を探し、エジプトや東インドからの綿花輸入へと転換していく。